# Gabisgarten
Als Gabisgarten werden im nördlichen Oberbayern kleine Flurstücke bezeichnet, auf denen die Bevölkerung für den eigenen Bedarf Gemüse, vorwiegend Kraut, anbaute. 

## Lage und Größe
Gabisgärten liegen an den Ortsrändern, sie grenzen direkt aneinander und jeder Hof hatte seine eigene Parzelle.
Örtlich unterschiedlich ist eine Parzelle eines Gabisgartens etwa 10 m breit, die Länge variiert von etwa 50 bis 70 m.

## Herleitung
Im Ursprung lateinisch, entwickelte sich aus caput (Kopf) im Hochdeutschen die Bezeichnung Kapis für einen Krautkopf. Im bairischen Dialekt wurde daraus Gabis.

## Verbreitung
Gabisgärten kamen und kommen etwa im Bereich Schrobenhausen, Ingolstadt und Pfaffenhofen an der Ilm vor. Heute erinnern zumeist nur mehr Flur- oder Straßennamen an die einstige Nutzung:
- Straße Am Gabis, Mainburg
- Straße Gabis, Pfaffenhofen an der Ilm
- Straße Im Gabis, Rohrbach
- Straße Gabisweg, Waidhofen
- Flurname Gabisgärten, Tegernbach
- Flurname Gabisgärten, Geisenfeld